# NGC 5258
NGC 5258 је спирална галаксија у сазвежђу Девица која се налази на NGC листи објеката дубоког неба.
Деклинација објекта је + 0° 49' 54" а ректасцензија 13h 39m 57,8s. Привидна величина (магнитуда) објекта NGC 5258 износи 12,1 а фотографска магнитуда 12,9. NGC 5258 је још познат и под ознакама UGC 8645, MCG 0-35-16, CGCG 17-56, KCPG 389B, ARP 240, VV 55, PGC 48338.